# Гонсалвис (Бразилия)
Гонсалвис (порт. Gonçalves) — муниципалитет в Бразилии, входит в штат Минас-Жерайс. Составная часть мезорегиона Юг и юго-запад штата Минас-Жерайс. Входит в экономико-статистический микрорегион Позу-Алегри. Население составляет 4274 человека на 2007 год. Занимает площадь 187,596 км². Плотность населения — 22,8 чел./км².
Праздник города — 1 марта.

## История
Город основан 1 марта 1963 года. 

## Статистика
- Валовой внутренний продукт на 2003 год составляет 13 198 184,00 реалов (данные: Бразильский институт географии и статистики).
- Валовой внутренний продукт на душу населения на 2003 год составляет 3126,79 реалов (данные: Бразильский институт географии и статистики).
- Индекс развития человеческого потенциала на 2000 год составляет 0,759 (данные: Программа развития ООН).

## География
Климат местности: горный тропический. В соответствии с классификацией Кёппена, климат относится к категории Cwb.